# Canale di Cordero
Il canale di Cordero è uno stretto della Columbia Britannica, Canada, situato tra la terraferma e le Isole Discovery, a nord dell'isola di Vancouver.

## Descrizione
Il canale di Cordero costeggia la parte settentrionale di Sonora Island, East Thurlow e di parte di West Thurlow. Il suo estremo orientale è collegato con la punta del fiordo Bute e col canale di Calm, sull'isola di Stuart Island. L'estremo occidentale contiene il fiordo Loughborough, oltre il quale il canale prende il nome di Chancellor Channel, che prosegue ad ovest fino allo stretto di Johnstone. Esistono quattro rapide dovute alla marea lungo il canale di Cordero. La prima è chiamata Yuculta o Arran, a seconda che i canale si immetta sul lato settentrionale o occidentale di Stuart Island. Le altre, da est a ovest, sono Gillard Passage, Dent e Greene Point.
Il canale prese questo nome nel 1792, durante la spedizione spagnola di Dionisio Alcalá Galiano e Cayetano Valdés y Flores, in onore di José Cardero (noto anche come Josef Cardero), cartografo e ritrattista della spedizione. Cardero si imbarcò sulla nave di Valdés, la Mexicana. Navigò con Alessandro Malaspina dalla Spagna a bordo della corvetta Descubierta, probabilmente facente parte della servitù. Dopo che uno degli artisti di Malaspina morì durante una spedizione in Perù, Cardero iniziò a disegnare venendo confermato anche per la spedizione in Messico, nel 1791. 
Come Galiano e Valdés, che avevano partecipato alle esplorazioni di Malaspina, Cardero fu distaccato dalla principale missione di Malaspina con l'ordine di esplorare lo stretto di Georgia. Dopo il ritorno in Messico, Cardero aiutò Galiano a preparare resoconti, mappe ed incisioni. Il nome originale di Canal de Cardero cambiò nel tempo, per poi raggiungere l'odierna forma di Cordero Channel, ed espandersi per comprendere un'area più estesa.

## Storia
La spedizione spagnola del 1792 di Galiano e Valdés utilizzò il termine Canal de Cardero per fare riferimento solo ad una parte dell'odierno Cordero Channel, ovvero alla porzione che sta ad occidente di Phillips Arm. I nomi usati dagli spagnoli per le altre parti del canale furono Canal de Remolinos (Yuculta), Angostura de los Commandantes (Arran), Canal de Carbajal (o Carvajal, a nord di Sonora Island), Canal del Engaño, e Canal de Olavide (entrambi a nord di East Thurlow e ad est di Phillips Arm).
Nei pressi delle rapide Arran, che oggi segnano il confine orientale del canale, la spedizione trovò un grande villaggio i cui abitanti si dimostrarono amichevoli. Essi avvisarono gli spagnoli di non oltrepassare le rapide Arran a causa delle forti correnti e dei vortici. La marea rallentò le navi spagnole mentre le canoe indigene proseguivano senza problemi. Parlando a gesti gli indigeni fecero capire agli ospiti che il canale portava al mare. In seguito alla scoperta gli spagnoli tornarono alla base, dove incontrarono la spedizione inglese di George Vancouver per l'ultima volta prima di riunirsi presso la Baia di Nootka. Gli spagnoli riferirono ai britannici della loro scoperta di un canale verso il mare, e della loro intenzione di seguirlo. Poco dopo tornò una piccola nave da ricognizione britannica, che aveva trovato lo stretto di Johnstone. Le due spedizioni partirono poco dopo, il 13 luglio 1792, con i britannici che attraversarono il passaggio di Discovery e lo stretto di Johnstone, mentre gli spagnoli usarono il canale di Cordero, quello di Chancellor e quello di Wellbore. Secondo i racconti di Galiano, Vancouver considerava il canale di  Cordero troppo pericoloso per le proprie navi.
Dal loro ancoraggio tra West Redonda e Cortes, gli spagnoli salparono verso il canale di Cordero il 13 luglio 1792. Risalirono il canale di Calm doppiando làestremo orientale di Stuart Island prima di raggiungere le rapide Arran (Angostura de los Commandantes), entrata del canale di Cordero, il 18 luglio. Ebbero difficoltà ad entrare, e furono cacciati indietro molte volte. Il 19 luglio incontrarono altri indigeni che stavano pescando molto pesce nello stretto. Grazie agli indigeni, gli spagnoli capirono leggermente la natura delle correnti, riuscendo a programmare un passaggio. Quando nel pomeriggio la marea si stava ritirando, le navi spagnole entrarono, approfittando del fatto che la marea era ancora sufficientemente alta per evitare di arenarsi. Ad un certo punto la nave di Galiano, la Sutil, fu presa in un vortice, ma riuscì a salvarsi. A tarda sera, quando erano nei pressi dell'isola di Dent, ormeggiarono in una piccola baia, cui diedero il nome di Anclage del Refugio. Chiamarono Angostura de Carvajal e Canal de Carvajal le prime parti del ncanale di Cordero, in onore di Ciriaco Gonzales Carvajal, consigliere della marina spagnola del Messico (che avrebbe giudicato il viaggio di Galiano e Valdés al loro ritorno).
Gli spagnoli trovarono difficoltà a superare le rapide Dent, riuscendo nell'impresa solo il 23 luglio. Di nuovo furono avvicinati dalle canoe indiane dello stesso popolo che li aveva incontrati ad Arran (che quindi presero il nome di "buoni Indiani"). Ancora i  nativi gli spiegarono le correnti, suggerendo la rotta che le navi spagnole avrebbero dovuto seguire. In più gli indigeni disegnarono mappe per gli spagnoli, specificando quali canali erano chiusi da fiordi e quali invece portavano al mare.
Avendo raggiunto la parte settentrionale del canale Nodales, tra Sonora Island ed East Thurlow, gli spagnoli decisero di proseguire ad ovest verso l'odierno canale di Cordero. Questa parte del canale prese il nome di Canal del Engaño. Vi entrarono il 26 luglio, raggiungendo in poco tempo la sezione chiamata Canal de Olavide. Furono trasportati dalle correnti in quello che definirono Canal de Cardero, dove era impossibile virare o manovrare con i remi. Alla fine della giornata riuscirono ad ancorarsi presso la punta del fiordo Loughborough (Canal de Salamanca).
Le navi spagnole salparono di nuovo da Viana il 27 luglio 1792, entrando in quello che oggi conosciamo come canale di Chancellor, abbandonando quindi il canale di Cordero. Quando raggiunsero l'isola di Hardwicke tornarono verso nord-ovest, imboccando il canale di Wellbore (Canal de Nuevos Remolinos), da cui raggiunsero il canale di Sunderland ed infine lo stretto di Johnstone.